# Leucanopsis perdita
Leucanopsis perdita là một loài bướm đêm thuộc phân họ Arctiinae, họ Erebidae.